# Stockport Islands
Stockport Islands är öar i Kanada.   De ligger i territoriet Nunavut, i den centrala delen av landet, 3 100 km nordväst om huvudstaden Ottawa. Arean är 7,2 kvadratkilometer.
Terrängen på Stockport Islands är platt. Öns högsta punkt är 70 meter över havet. Den sträcker sig 5,1 kilometer i nord-sydlig riktning, och 3,2 kilometer i öst-västlig riktning.
Trakten runt Stockport Islands består i huvudsak av gräsmarker.